# 心率變異分析

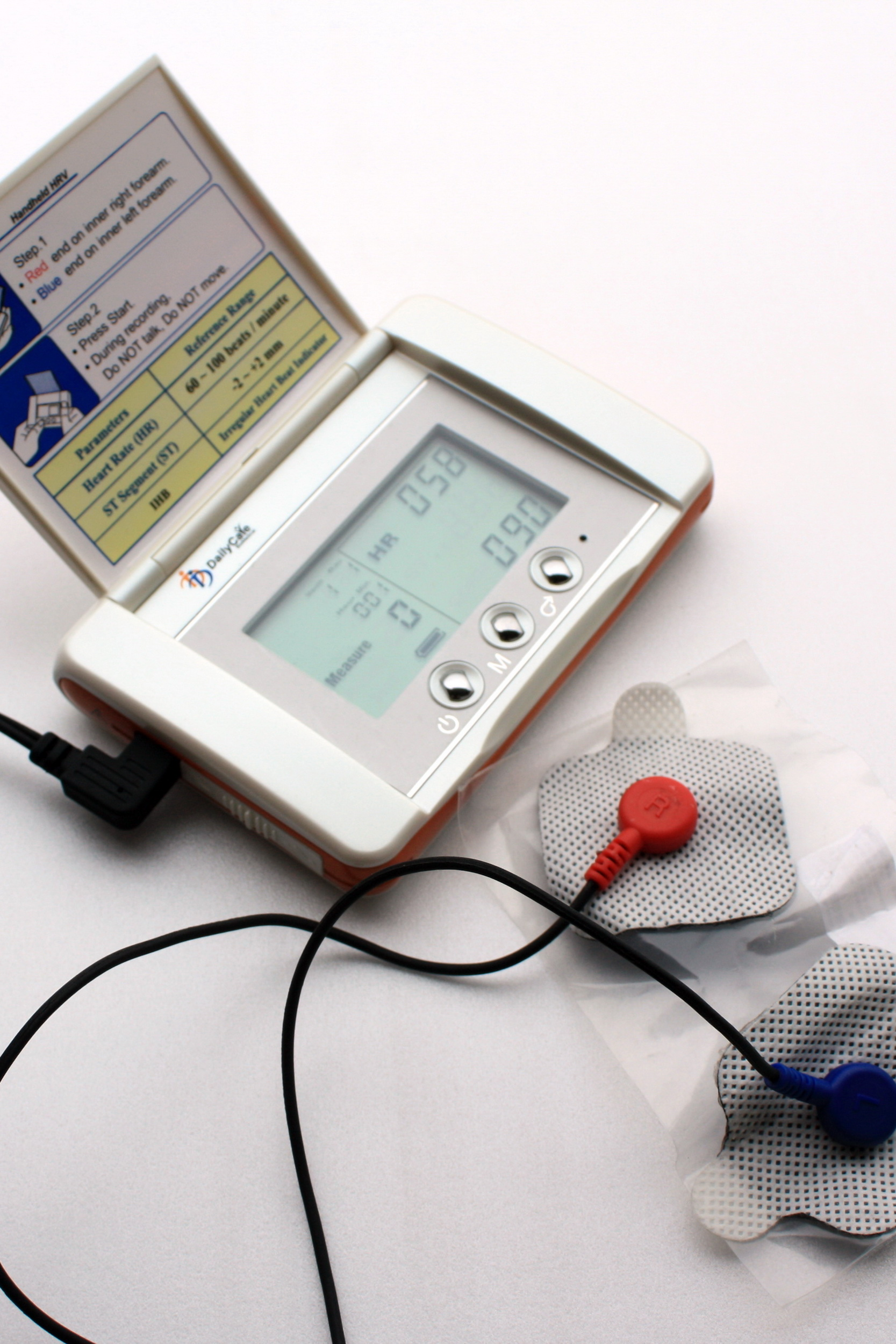
攜帶式心率變異分析儀，連接兩片心電圖電極片

心率變異分析（英語：heart rate variability，缩写為），或稱心率變異度分析、心率變異性，是一種量測連續心跳速率變化程度的方法。目前臨床使用的自律神經檢測儀，就是運用心率變異來分析自律神經平衡的狀態，其計算方式主要是分析藉由心電圖或脈搏量測所得到的心跳與心跳間隔的時間序列。心臟除了本身的節律性放電引發的跳動之外，也受到自律神經系統所調控。最早於1963年由婦產科醫師Hon and Lee發現並在臨床上運用,判斷胎兒是否健康,因為在胎兒窘迫發生之前,心跳間隔的差異是最早出現變化的參數。過去二十年已有不少文獻顯示自律神經系統的調控與心血管疾病相關的死亡率有顯著的關係，例如心因性猝死、高血壓、出血性休克、敗血性休克等。心率變異分析亦被發現可作為預測發生心肌梗塞後的死亡率的指標及預測末期肝癌病患的預後。

## 標準化
有鑑於心率變異分析以及其與相關疾病的指標的研究逐漸受到重視，為使量測方式能夠趨於一致，歐洲心臟醫學會與北美節律與電生理醫學會成立了一個工作小組，負責發展適當的標準。其目標包含了

(1)命名法的標準化，

(2)明確定義量測方法的標準，

(3)定義心率變異度在生理學與病理生理學的關連性，

(4)描述目前適當的臨床應用，

(5)界定未來研究的領域。

## 分析模式
心率變異分析最常用以計算的為心電圖中的R波，藉由量測RR之間的時間間隔，成為一組數列，再進一步計算與分析。其模式可再依 時域（或稱為時間域，Time domain）、頻域（或稱為頻率域，Frequency domain）來分析。心率變異分析通常排除心律不整等節律明顯異常的病例，而是針對在正常節律下的的些微心率差異進行研究。
時域分析 (Time domain)
通常利用連續量測到的心電圖波形，直接計算與分析其對應心跳間距的離散程度，例如：
- SDNN (Standard deviation of NN intervals)，通常計算24小時正常心跳間距之標準差；單位為毫秒。
- SDANN (Standard deviation of the average NN intervals) ，通常以五分鐘等分連續的時段，先計算每五分鐘心跳間期的平均值，再計算平均間期的標準差；單位為毫秒。
- NN50 (Number of pairs of successive NNs that differ by more than 50 ms)，心電圖中所有每對相鄰正常心跳時間間隔，差距超過50毫秒的數目。
- pNN50 (Proportion of NN50 divided by total number of NNs)，NN50數目除以量測之心電圖中所有的正常心跳間隔總數。

頻域分析 (Frequency domain)
利用離散傅立葉變換將心跳間隔的時間序列轉換為頻域，以功率頻譜密度或是頻譜分布(Spectral distribution)的方式表現。一般心率變異訊號的頻譜分析使用200至500連續心跳間期穩定記錄表現，因此記錄需要數分鐘的時間。一般的心跳間期頻譜頻率出現在1赫兹以下，在0到0.4赫兹的範圍內可找到數個波峰。主要為高頻區(0.15-0.40赫兹)及低頻區(0.04-0.15赫兹)。高頻區通常反映副交感神經的活性，低頻區同時受到交感與副交感神經系統的調控。
| 指標                                          | 單位            | 定義                                             | 頻譜範圍    | 臨床意義                 |
| --------------------------------------------- | --------------- | ------------------------------------------------ | ----------- | ------------------------ |
| 總功率 total power, TP                        | ms2             | 全部正常心跳間期之變異數高頻、低頻、極低頻的總和 | ≤0.4Hz      | 整體心率變異度評估       |
| 極低頻範圍功率 very low frequency power, VLFP | ms2             | 極低頻範圍正常心跳間期之變異                     | ≤0.04Hz     | 生理意義不明             |
| 低頻範圍功率 low frequency power, LFP         | ms2             | 低頻範圍正常心跳間期之變異數                     | 0.04-0.15Hz | 代表交感與副交感神經活性 |
| 高頻範圍功率 high frequency power, HFP        | ms2             | 高頻範圍正常心跳間期之變異數                     | 0.15-0.4Hz  | 代表副交感神經活性       |
| 標準化低頻功率 normalized LFP, nLFP           | 標準化單位,n.u. | LF/(TP-VLF)                                      |             | 交感神經活性 定量指標    |
| 標準化高頻功率 normalized HFP,nHFP            | 標準化單位,n.u. | HF/(TP－VLF)                                     |             | 副交感神經活 性定量指標  |
| 低、高頻功率的比值 LF/HF                      | 無單位          | 低、高頻功率的比值                               |             | 代表自律神經 活性平衡    |